# Mîleavo, Jovkva
Mîleavo (în ucraineană Миляво) este un sat în comuna Bîșkiv din raionul Jovkva, regiunea Liov, Ucraina.

## Demografie
Componența lingvistică a localității Mîleavo
     Ucraineană (100%)
Conform recensământului din 2001, toată populația localității Mîleavo era vorbitoare de ucraineană (100%).